# Lattanzio Pagani
Lattanzio Pagani (Monterubbiano, 1520 circa – 1582 circa) è stato un pittore italiano.
Figlio di Vincenzo, si orientò verso i nuovi modi manieristici, della cultura romana post-raffaellesca.
L'artista lavorò nelle più importanti decorazioni perugine degli anni '40: i perduti affreschi nella Rocca Paolina (1543 circa) e gli affreschi con le storie della famiglia Farnese per la Sala della Congregazione Governativa nel Palazzo dei Priori, realizzati tra il 1546 e il 1548, insieme al padre Vincenzo e a Tommaso Bernabei, detto il Papacello su commissione del cardinale Tiberio Crispo .
Intorno al 1547 dipinse la pala d'altare di Santa Margherita a Perugia, assieme a Organtino di Mariano, dipinto attualmente conservato nel Palazzo dei Priori.
Tra il 1548 e il 1549 realizzò la pala di Santa Maria del Popolo, in collaborazione con Cristofano Gherardi, destinata all'omonima chiesa e oggi conservata nella perugina Galleria Nazionale dell'Umbria.
Al suo catalogo va inoltre ascritto il dipinto raffigurante la Crocifissione, pala dell'altare del Santissimo Sacramento nella chiesa di Santa Maria dei Letterati a Monterubbiano.